# Israelitas

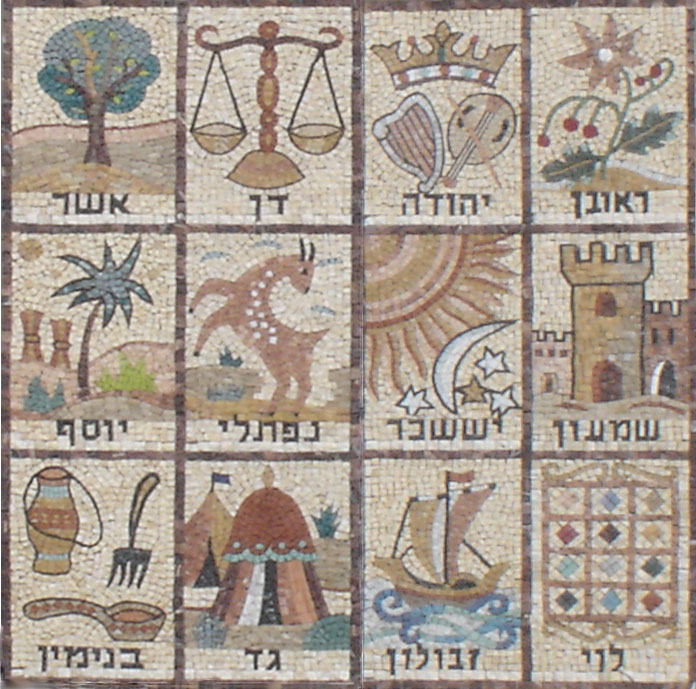
Mosaico de meados do século XX das Doze Tribos de Israel, em uma parede da sinagoga Etz Yosef em Givat Mordechai, Jerusalém

Os israelitas (em hebraico: בני ישראל; romaniz.: Bnei Yisra'el) eram uma confederação de tribos de língua semítica do período da Idade do Ferro no Antigo Oriente Próximo, que habitavam uma parte de Canaã durante os períodos tribais e monárquicos. De acordo com a narrativa religiosa da Bíblia hebraica, a origem dos israelitas remonta aos patriarcas Abraão e sua esposa Sara, através de seu filho Isaque e sua esposa Rebeca, e seu filho Jacó, que mais tarde foi chamado de Israel, donde derive seu nome, com suas esposas Lia e Raquel e as servas Zilpa e Bila.
A arqueologia moderna largamente descartou a historicidade da narrativa religiosa, sendo reenquadrada como constituinte de uma narrativa mítica nacional inspiradora. Os israelitas e sua cultura, de acordo com o relato arqueológico moderno, não ultrapassaram a região pela força, mas ramificaram-se dos povos cananeus nativos que há muito habitavam o sul do Levante, a Síria, o antigo Israel e a região da Transjordânia. Através do desenvolvimento de uma distinta religião monolátrica - mais tarde consolidada como monoteísta - centrada em Javé, uma das deidades cananeias antigas, juntamente com várias práticas de culto, gradualmente os israelitas surgiram como um grupo étnico distinto, que se separou dos outros cananeus.

## Uso do termo

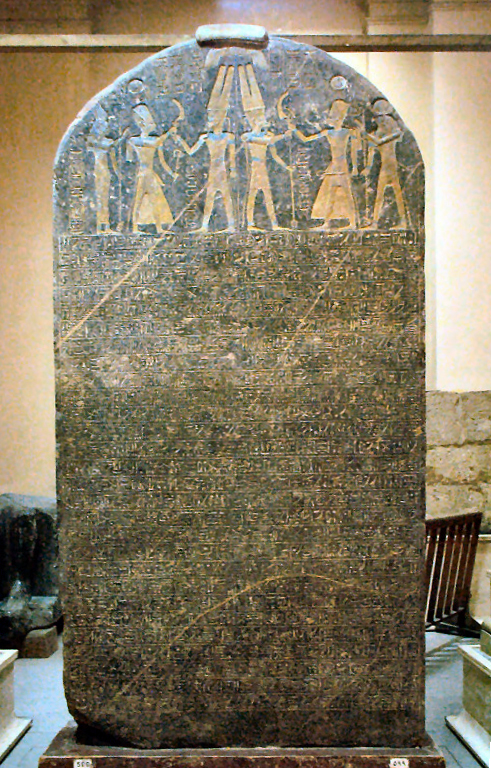
A Estela de Merneptá. Embora existam traduções alternativas, a maioria dos arqueólogos bíblicos traduz um conjunto de hieróglifos como Israel, representando a primeira instância do nome Israel no registro histórico

Na Bíblia hebraica, o termo israelitas é usado de forma intercambiável com o termo Doze Tribos de Israel. Embora relacionados, os termos hebreus, israelitas e judeus não são intercambiáveis em todas as instâncias. "Israelitas" (Yisraelim) refere-se especificamente aos descendentes diretos de qualquer um dos filhos do patriarca Jacó (mais tarde chamado Israel) e seus descendentes como um povo também coletivamente chamados de "Israel", incluindo convertidos à sua fé, o Deus de Israel. "Hebreus" (ʿIrim), ao contrário, é usado para denotar os antepassados imediatos dos israelitas que habitavam a terra de Canaã, os próprios israelitas e os antigos e modernos descendentes dos israelitas (incluindo judeus e samaritanos). "Judeus" (Yehudim) é usado para denotar os descendentes dos israelitas que se uniram quando a tribo de Judá absorveu os remanescentes de várias outras tribos israelitas. Por exemplo, Abraão era hebreu, mas não era tecnicamente israelita nem judeu, Jacó era hebreu e foi o primeiro israelita, mas não era judeu, enquanto Davi (como membro da tribo de Judá) era hebreu,israelita e judeu. Um samaritano, ao contrário, é tanto hebreu quanto israelita, mas não é judeu. Durante o período da monarquia dividida, o termo "israelitas" era usado apenas para se referir aos habitantes do setentrional de Reino de Israel, e só se estendia ao povo do meridional Reino de Judá, em uso pós-exílo.
Os israelitas são a etnia da qual os judeus e samaritanos modernos originalmente traçam sua ancestralidade. [20] Os judeus modernos são nomeados e também descendentes do Reino de Judá, particularmente as tribos de Judá, Benjamim, Simeão e parcialmente de Levi. Muitos israelitas se refugiaram no Reino de Judá após o colapso do Reino de Israel.
Finalmente, no judaísmo, o termo "israelita" é, em termos gerais, usado para se referir a um membro leigo do grupo étnico-religioso judaico, em oposição às ordens sacerdotais de cohen e levita. Em textos da lei judaica, como o Mishná e o Guemará, o termo יהודי (Yehudi), que significa judeu, é raramente usado, e em vez disso o etnônimo ישראלי (Yisraeli), ou israelita, é amplamente usado para se referir aos judeus. Os samaritanos geralmente se referem a si mesmos e aos judeus coletivamente como israelitas e eles se descrevem como samaritanos israelitas.
Em 2000, M. Hammer et al. conduziram um estudo com 1371 homens e estabeleceram definitivamente que parte do pool genético paterno de comunidades judaicas na Europa, Norte da África e Oriente Médio veio de uma população ancestral comum do Oriente Médio. Em outro estudo (Nebel) observou: "Em comparação com dados disponíveis de outras populações relevantes na região, os judeus são muito mais próximos dos grupos no norte do Crescente Fértil (curdos, turcos e armênios) do que de seus vizinhos árabes."Um estudo de 2004 (por Shen et al.) comparando samaritanos a várias populações judaicas (incluindo judeus Ashkenazi , judeus iraquianos, judeus líbios, judeus marroquinos e judeus iemenitas, bem como drusos israelenses e palestinos ) descobriu que "a análise dos componentes principais sugeriu uma ancestralidade comum de patrilinhagens samaritanas e judaicas. A maioria dos primeiros pode ser rastreada até um ancestral comum no que hoje é identificado como o sumo sacerdócio israelita herdado paternalmente (Cohanim), com um ancestral comum projetado para a época da conquista assíria de o reino de Israel." 
Pela primeira vez, DNA antigo foi recuperado de corpos de antigos israelitas que viveram no período do Primeiro Templo, esta conquista, um Santo Graal no estudo das civilizações perdidas, foi possibilitada após a descoberta, perto de Jerusalém, de um raro túmulo familiar datado da Idade do Ferro. Até agora, a colaboração de arqueólogos e geneticistas conseguiu extrair material genético de dois indivíduos, produzindo informação parcial, o que é, na verdade, uma amostra minúscula. Mas promete abrir caminho para mais pesquisas sobre questões de longa data sobre as origens dos antigos israelitas, as suas ligações com as populações anteriores que viveram no Levante, bem como com o povo judeu moderno.

### DNA Patrilinear
O destaque dos resultados muito parciais é que o cromossomo Y no homem pertence ao haplogrupo J2, um grupo de sequências de DNA intimamente relacionadas que se acredita terem se originado no Cáucaso ou na Anatólia Oriental, uma vasta área que inclui o leste moderno da Turquia, noroeste do Irão, Arménia, Geórgia, Azerbaijão e sul da Rússia.
Isto é importante porque, como mencionado, os investigadores já mapearam o ADN dos antigos cananeus, mostrando que eles tinham uma forte ligação ancestral com as populações judaicas e árabes modernas. Essa pesquisa, publicada na Cell em 2020, também mostrou que os cananeus da Idade do Bronze Média e Final (antes do surgimento da identidade israelita) descendiam de uma mistura de habitantes neolíticos do Levante e de um grupo que imigrou do Cáucaso ou Oriente da Anatólia. Esta migração já estava em movimento no início da Idade do Bronze, por volta de 2.900-2.500 a.C., e também é visível arqueologicamente, com a cerâmica deste período exibindo fortes influências da Anatólia e do Cáucaso continuou na Idade do Bronze Médio, como pode ser visto no estudo do DNA antigo de indivíduos de Megido e de outros lugares, e é evidente na menção em textos históricos de oficiais cananeus na Idade do Bronze Final, com nomes que não são semíticos e originados no nordeste do Médio Oriente, diz Finkelstein.

### DNA Matrilinear
Quanto ao DNA mitocondrial, que é herdado do lado materno, os dois indivíduos de Kiryat Yearim apresentavam dois haplogrupos diferentes. Um deles, o T1a, é um haplogrupo ancestral muito antigo, com homólogos semelhantes já encontrados em indivíduos que viveram na Jordânia há cerca de 10 mil anos e no sudeste da Europa há cerca de 7 mil anos, diz Shaus. Em amostras posteriores, é encontrado no Irã e nos cananeus amostrados em Israel, bem como em todo o caminho até o Báltico e os Montes Urais. Isto sugere que a fonte inicial deste haplogrupo pode ter estado algures na Anatólia Neolítica ou no Levante, e espalhou-se lentamente com a agricultura precoce, diz Shaus. 
O segundo haplogrupo mitocondrial, chamado H87, não foi detectado anteriormente em amostras de DNA antigas, mas é encontrado nos modernos bascos, árabes tunisianos e iraquianos. Isto pode apontar para uma origem no Mediterrâneo ou no Oriente Próximo, talvez na Península Arábica, diz ele. Se assim for, este haplogrupo específico pode ter se espalhado com populações nômades, conclui Shaus. Por outras palavras, as amostras de dois antigos israelitas sugerem ascendência de povos tanto da Anatólia como da Arábia.
São necessários muito mais dados e investigação para compreender o quão significativos são estes resultados, se representam verdadeiramente a ancestralidade da população da região na altura – e o que significam para a nossa compreensão da história mais ampla do surgimento do antigo Israel.